# Klášter svatého Jiří (Praha)

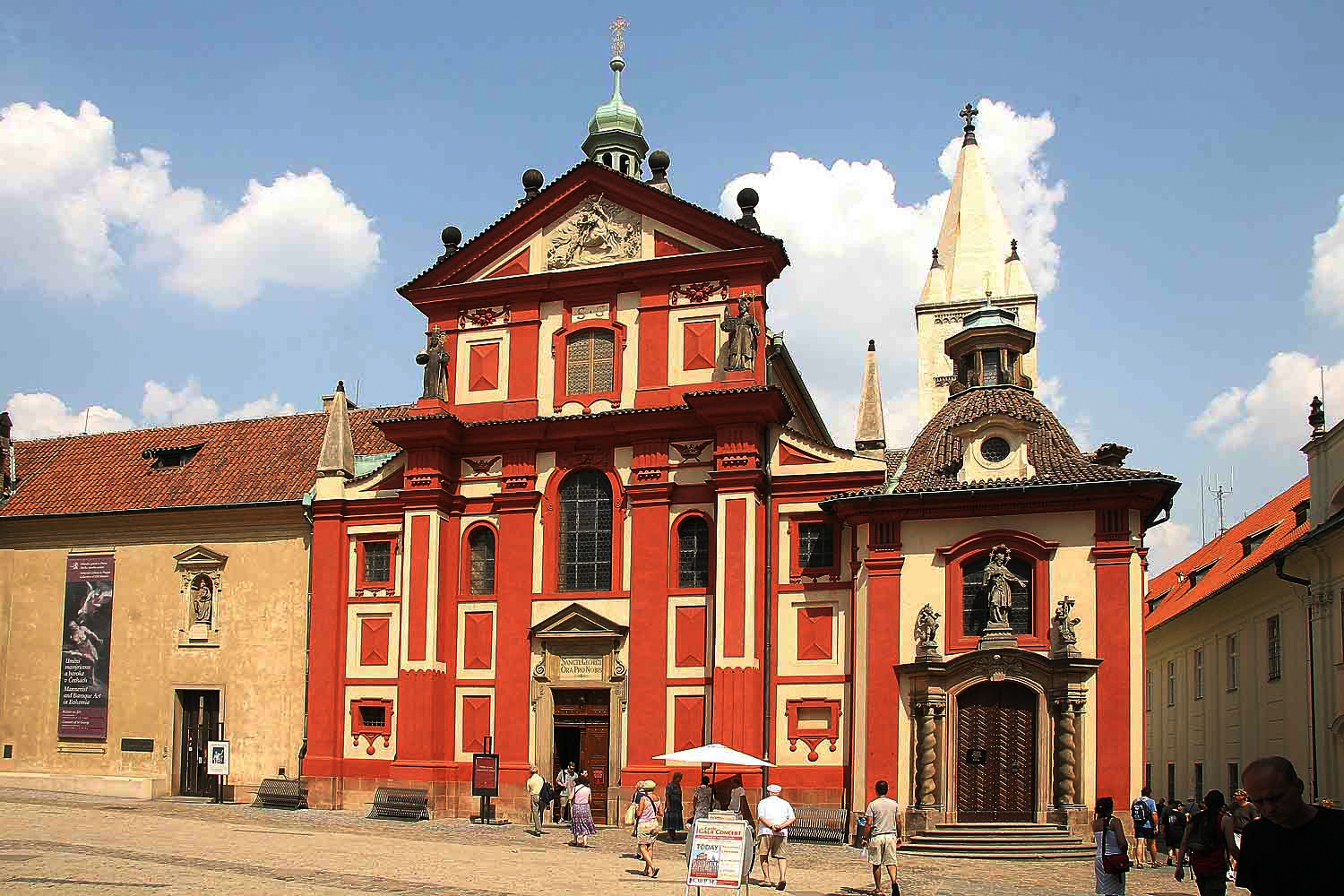
Západní průčelí baziliky sv. Jiří

Klášter svatého Jiří je někdejší ženský benediktinský klášter při bazilice sv. Jiří a nejstarší český klášter. Nachází se v Praze 1-Hradčanech, ve střední části komplexu Pražského hradu na náměstí U Svatého Jiří za katedrálou svatého Víta.

## Historie

### Vznik baziliky svatého Jiří
Prvotní baziliku sv. Jiří založil kníže Vratislav I. někdy před svou smrtí v roce 921. Nestihl však stavbu dokončit, po jeho smrti nebylo ani možné vysvětit alespoň některou z budov. Stavbu dokončil kníže Václav, který zde roku 925 nechal pohřbít svou babičku Ludmilu a při té příležitosti byl kostel vysvěcen. Význam stavby v následujících letech dokládá mimo jiné existence sboru kněží – kanovníků, již tvořili jakési církevní centrum ještě před založením biskupství v Praze.
Sbor kanovníků vznikl již při založení kostela knížetem Vratislavem a po vzniku kláštera byl status těchto kanovníků změněn ve sbor kněží. Ti dosahovali velkého vlivu nejen na úrovni kláštera, ale mnohdy i ve vysokých církevních kruzích. Mezi jejich úkoly patřilo zajišťovat duchovní správu a součinnost kláštera a sloužit mše pro sestry i pro ostatní věřící, přičemž důraz byl kladen na mše za zemřelé.

### Vznik kláštera a jeho charakteristika

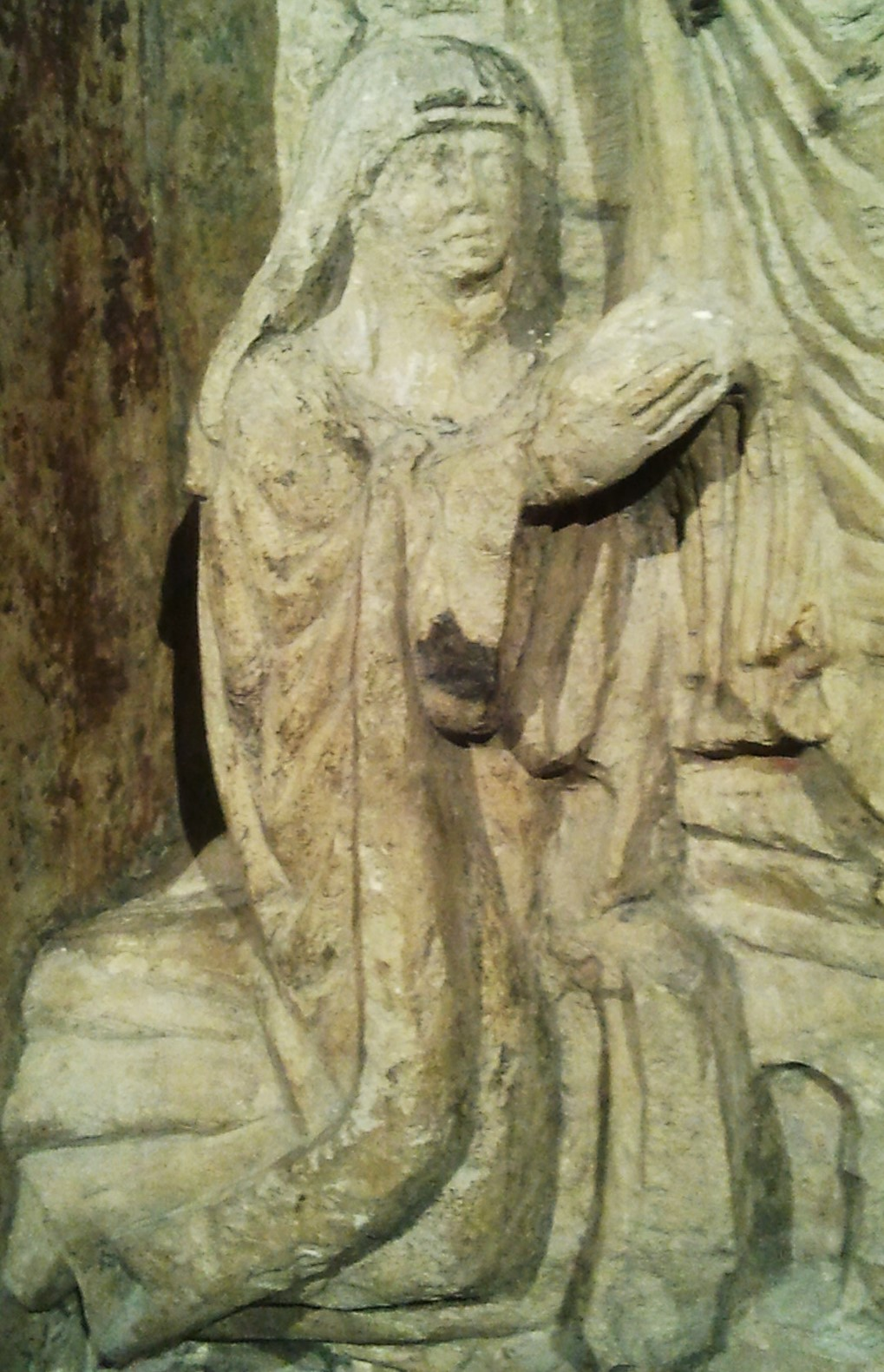
První abatyše Mlada

Vznik kláštera je spojován s předpokládanou diplomatickou cestou přemyslovské princezny Mlady do Říma. Pokud měla tato cesta za hlavní cíl povolení vzniku pražského biskupství a tím církevní nezávislost Čech na Řeznu, musela by proběhnout před rokem 973, snad uspořádaná ještě za života Mladina otce Boleslava I. Pak by mohlo být datum založení kláštera 973 či 974. Pravděpodobněji však Mlada cestu podnikla až po vzniku biskupství v letech 973–976 za vlády jejího bratra, knížete Boleslava II. Povolení k založení prvního ženského benediktinského kláštera v Čechách měla získat od papeže a z Říma si měla přivést také sbor panen jako základ klášterního konventu. Mlada se pak stala první abatyší kláštera, když přijala řádové jméno Marie.
Za dobu založení kláštera se tedy považuje nejpravděpodobněji rok 976. Co se majetku kláštera týče, je třeba předpokládat, že ihned po svém vzniku byl nadán četnými statky, i když o jejich počtu nebo případné rozloze chybí přesnější zprávy. Nezodpovězenými otázkami zůstává, proč byl nejstarším českým klášterem konvent ženský a také jaké bylo složení prvotního konventu, který do českých zemí dorazil z Říma.
Po roce 976 byly u kostela sv. Jiří postaveny klášterní budovy a z kostela se stal konventní chrám používaný novým sborem benediktinek, což vedlo k prvním stavebním úpravám. Původní trojlodí bylo uzavřeno apsidami, vznikly tribuny pro jeptišky a podzemní prostor na relikvie, protože klášter byl pohřebištěm přemyslovského rodu, jež bylo později přeneseno do baziliky sv. Víta.
Od svého založení byl sv. Jiří považován za panovnickou fundaci a panovník si vyhrazoval právo dohledu nad klášterem i konventem. Tato ochrana přinesla na jedné straně zcela exkluzivní postavení mezi ostatními kláštery, na straně druhé mohla znamenat jistou formu omezení a překážku na cestě k úplné nezávislosti. Důkazem tohoto vztahu je i časté dosazování Přemysloven na stolec abatyše, mnohdy za cenu nucené abdikace abatyše původní (například v r. 1302 odstoupila Žofie ve prospěch Přemyslovny Kunhuty) nebo přestupu z jiného řádu (přestup Anežky Přemyslovny z doksanského premonstrátského kláštera přímo do úřadu abatyše benediktinského kláštera). Přesto je nutné zdůraznit postavení abatyše jako suverénní správkyně kostela, kláštera, konventu i všeho náležejícího majetku.

### Historie v 11. a 12. století

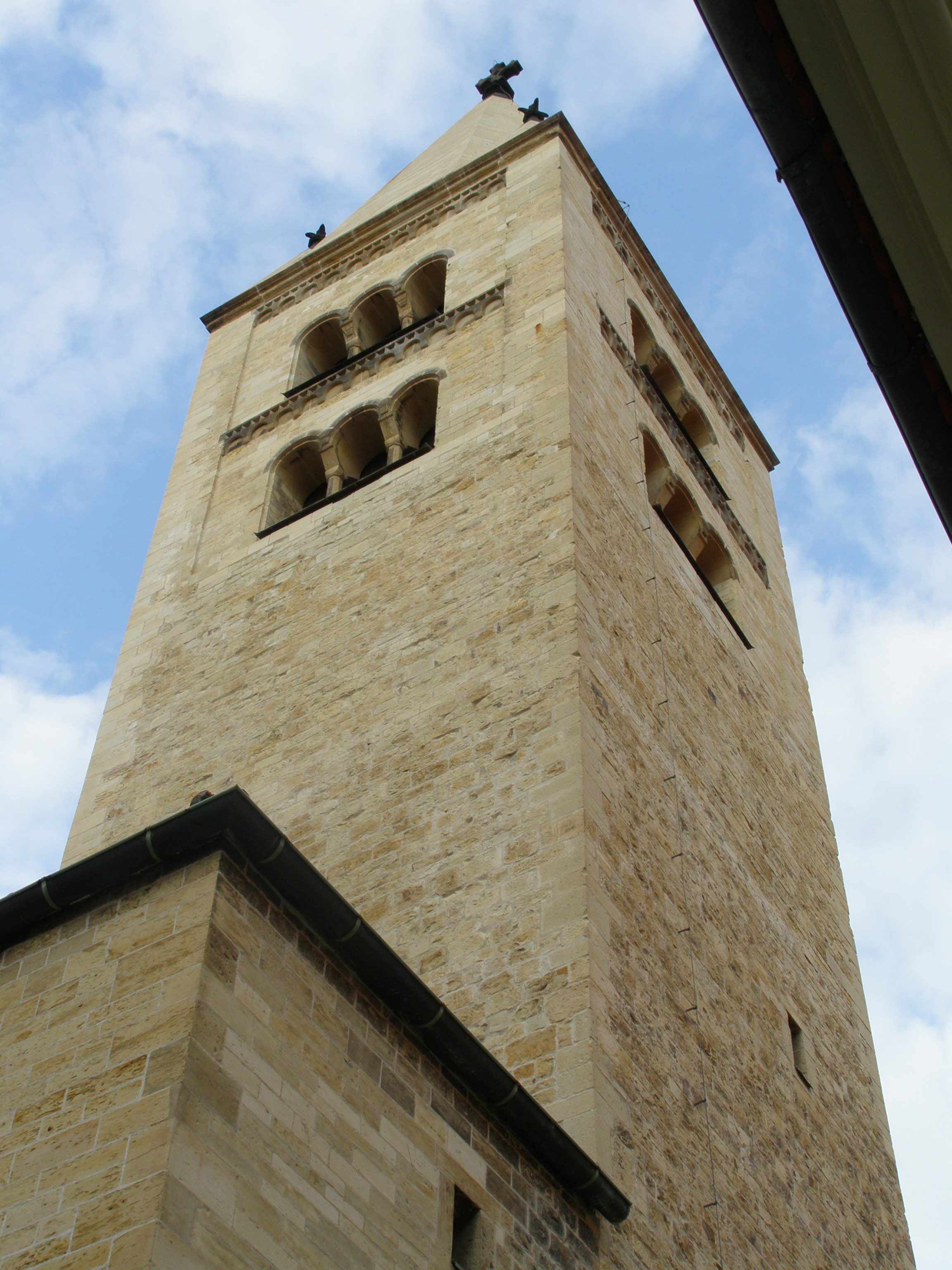
Věž klášterního kostela z 12. století

Pro období 11. století nemáme z dějin kláštera mnoho zpráv. Jeho druhá polovina byla provázena snahou o svatořečení (beatifikaci) sv. Ludmily, která zde byla uctívána již od své smrti a její kult stále sílil. Klášter byl centrem této tradice, a proudilo sem proto mnoho věřících.
Během obléhání Pražského hradu Konrádem II. Znojemský po bitvě u Vysoké v roce 1142 byly budovy kláštera i chrám značně poškozeny požárem a sestry byly nuceny uprchnout. Útočiště nalezly podle dodatku k textu Kanovníka vyšehradského u kostela sv. Jana Křtitele pod Petřínem, zřejmě předchůdce kostela sv. Jana na Prádle ve vsi Újezd. K nápravě škod došlo v letech 1145–1151 za abatyše Berty, která je pro rozsáhlost oprav často nazývána druhou zakladatelkou kláštera. Za jejího působení byla pravděpodobně opravena valná část poničených klášterních budov, ke kostelu byly přistavěny obě vysoké bílé věže, vytvářející dnešní siluetu kláštera a vystavěny byly budovy konventu (např. dlouhý dormitář). Z tohoto období pravděpodobně pochází i rozsáhlá malířská výzdoba, dochovaná jen torzovitě.
Mezi ostatními událostmi 12. století nalézáme například vyhotovení vyšívaných bohoslužebných rouch z roku 1151, jež vznikla na žádost biskupa Jindřicha Zdíka jako dar pro papeže Evžena III. a také vyslání zakladatelského konventu do Teplic. O vysoké úrovni kláštera ke konci 12. století svědčí i provozování velikonočních dramatických her, v nichž však nově ženské role nepředstavovali převlečení muži, ale abatyše se sestrami. Mužské úlohy představovali kněží, jáhni a podjáhni.

### 13. století

#### Období úřadování Anežky Přemyslovny

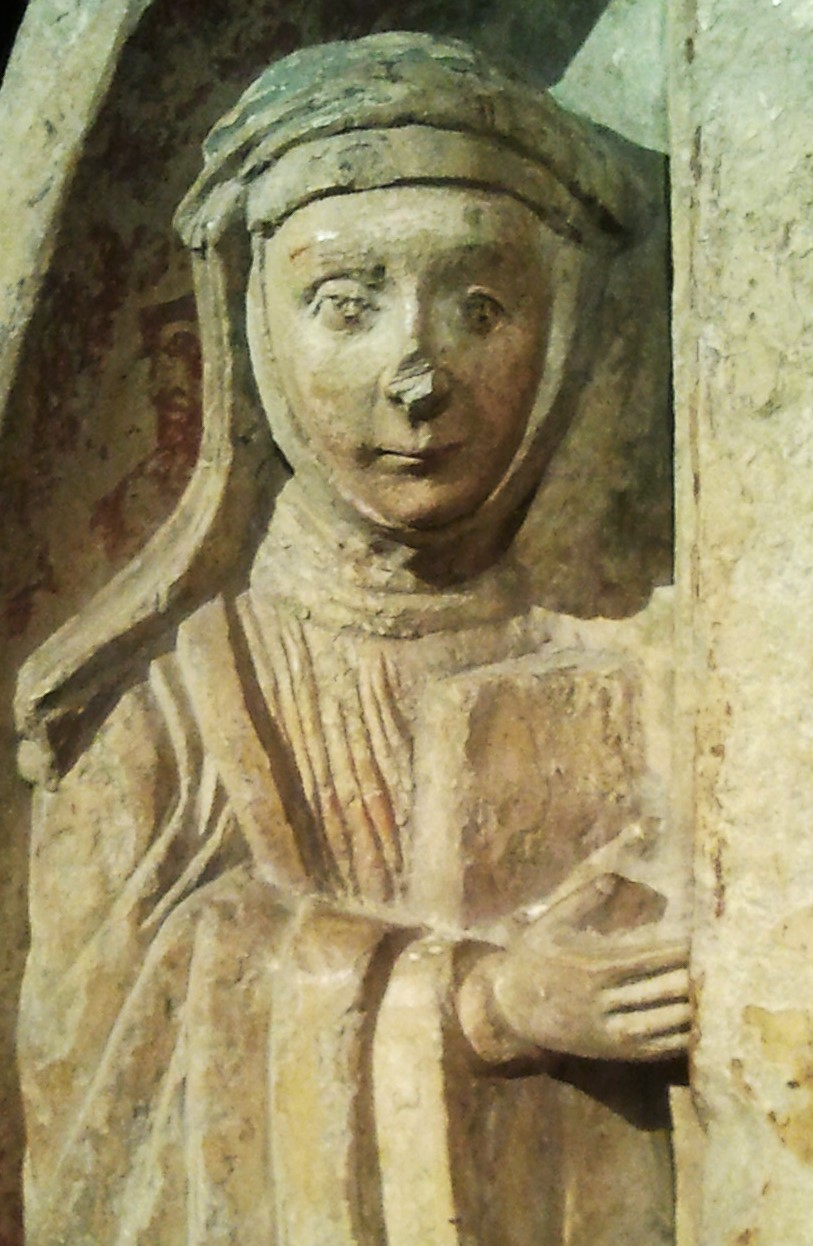
Abatyše Anežka na reliéfu, který nechala zhotovit

Za obnovitelku baziliky bývá označována abatyše Anežka Přemyslovna. Stála v čele kláštera mezi lety 1200–1228 a zasadila se o mnoho drobnějších stavebních úprav. K této době se vztahuje zmínka o vybudování arkádového přístavku, snad chodbě, která zřejmě vedla z konventu do chrámu interiérem a patřila ke komunikačnímu systému, jenž na Hradě spojoval svatovítskou baziliku, svatojiřskou baziliku a jednolodní románský kostel, jehož zbytky spočívají pod dlažbou třetího nádvoří. Odpověď na otázku účelu této stavby nebyla zatím nalezena, jedním z důvodů mohla být aktivní účast členek konventu na pozdějších bohoslužbách v chrámu sv. Víta nebo naopak možnost soukromé pobožnosti členů přemyslovského rodu v kostele sv. Jiří, pohřebišti starších Přemyslovců. Za abatyše Anežky vznikla také kaple sv. Ludmily a tympanon s vyobrazením trůnící Madony s Ježíškem v klíně.

#### Vznik svatojiřské písárny

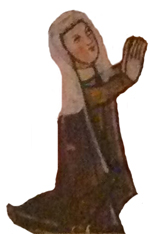
Benediktinská jeptiška na dobové miniatuře (13. století)

Se 13. stoletím bývá spojován také vznik svatojiřského skriptoria. Pravděpodobně vzniklo v roce 1294 spolu s kanovnickým sborem. Vznik rukopisů je v této době již prokazatelný, přičemž některé rukopisy a drobnější literární tvorba vznikly zřejmě již v druhé polovině 12. století. V době vzniku skriptoria byla abatyší Žofie, předchůdkyně Kunhuty Přemyslovny. Kdy se stala abatyší nevíme, jistý je jen rok její abdikace ve prospěch Kunhuty, tedy rok 1302. Za důležitý aspekt je považován Žofiin český původ a také fakt, že s sebou pravděpodobně přivedla do kláštera písaře, také českého původu, což mohlo umožnit překlady nejběžnějších modlitebních textů do češtiny.
O intelektuálním vzestupu kláštera za její vlády svědčí například překlad žalmů do češtiny a možná vznik, v každém případě však zapsání tzv. Kunhutiny písně: Vítaj králi všemohúcí nebo rozšíření velikonočních slavností. Kunhuta na Žofiinu činnost navázala a díky svým prostředkům ji značně rozšířila. Skriptorium je považováno také za centrum kulturní, protože kanovníci zajišťovali duchovní vedení kláštera i čeledi, a to nejen formou pravidelných zpovědí sester a přisluhováním svátostmi, ale asi i péčí o duchovní růst konventu.

### 14. století

#### Období úřadování abatyše Kunhuty

##### Život abatyše Kunhuty

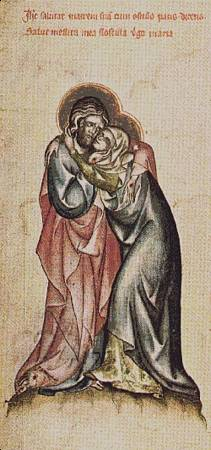
Iluminace z Pasionálu abatyše Kunhuty

Za nejvýznamnější období kláštera se pokládají roky úřadování abatyše Kunhuty. Vstoupila do funkce abatyše po zmíněné Žofiině abdikaci a setrvala v ní až do své smrti 26. listopadu 1321. Kunhuta Přemyslovna, dcera krále Přemysla Otakara II. a Kunhuty Uherské se narodila někdy kolem roku 1265. V roce 1277 ji její otec nechal vstoupit do kláštera klarisek u sv. Františka v Praze (pozdější Anežský klášter), pravděpodobně aby se vyhnul splnění slibu, který musel dát rok předtím Rudolfu Habsburskému a podle něhož měla být Kunhuta zasnoubena s Rudolfovým synem Hartmanem. Její duchovní určení změnil roku 1291 její bratr, král Václav II., když se rozhodl provdat ji za mazovského vévodu Boleslava, svého spojence při uplatňování nároku na polskou korunu. Z manželství vzešly tři děti, jeden syn a dvě dcery. Kunhuta zřejmě v tomto svazku nebyla šťastná, a tak se na sklonku 13. století vrací se svou nejmladší dcerou na pražský dvůr. Dne 22. července 1302 skládá Kunhuta pevné sliby a o něco později, 19. prosince 1302 je vysvěcena do úřadu abatyše.

##### Přínos abatyše Kunhuty
Za nejvýznamnější dílo skriptoria je považován bohatě iluminovaný rukopis, podle Kristových pašijí zvaný Pasionál abatyše Kunhuty. Velký nárůst rukopisů byl ovlivněn ustálením liturgie, bohatstvím kláštera, vzdělaností svatojiřských kanovníků, řeholních sester i protektorskou rolí posledních Přemyslovců. Soubor vhodných podmínek vedl k rozvoji skriptoria již v 70. letech 13. století. Tři iluminované rukopisy jsou dnes v knihovně Uměleckoprůmyslového muzea v Praze). Kunhutiny rukopisy vynikají jak písařsky, tak iluminátorským provedením. Obsahem zahrnují kromě běžných forem breviářů a antifonářů také náboženské texty s hlubším teologickým základem, zaměřené na mystiku Kristova umučení a kult Panny Marie. Odkaz přemyslovského skriptoria – nejen Kunhutina- se dále rozmnožoval po celé 14. století až do husitských válek. Další rukopisy z okruhu kláštera (například Kunky z Kolovrat) vznikly ovšem již v dílnách městských písařů a iluminátorů.
Kunhuta získala pro klášter také řadu privilegií a listin, jež podpořily jeho majetkový rozkvět a právní postavení. Navíc reprezentace přemyslovského královského dvora vedla z podnětu Václava II. a jeho setry Kunhuty k objednávkám drahocenných klenotnických prací. Klášter také díky poutním procesím získával finance pro množství bohatě zdobených uměleckých děl, z [zdroj?]. Dvě relikviářové desky ze zlaceného stříbra, zdobené drahokamy, perlami a křišťálovými čočkami se po zrušení kláštera v dražbě dostaly do majetku strahovského opata a po jeho smrti byly instalovány na oltář klášterní baziliky Nanebevzetí Panny Marie na Strahově.
Kunhutina předchůdkyně a nástupkyně v jedné osobě, abatyše Žofie z Pětichvost spolu se svým bratrem, svatojiřským kanovníkem, investovala do nemovitostí. Za jejího působení v letech 1328–1345 proběhly další opravy a stavební úpravy kláštera, i když nevíme přesně jaké.

#### Klášter vobdobí Karla IV.
Výjimečné postavení sv. Jiří znovu potvrdil i jeho velký ochránce Karel IV., který ve snaze pokračovat v přemyslovské tradici dále posílil vnímání kláštera jako důležitého duchovního centra. Pozici abatyše zakotvil v tzv. Zlaté bule, abatyši udělil titul kněžny a právo doprovázet budoucí královnu při korunovaci. Pečoval také o kult sv. Ludmily, o čemž svědčí hojné hmotné dary klášteru a také stříbrná herma svaté Ludmily, nacházející se dnes v Národní galerii v Anežském klášteře. V této době navíc postavení abatyše zahrnovalo také soudní pravomoc v okrscích podléhajících klášteru (v Praze na Újezdě a u sv. Ducha) spojené s finančními přínosy z nájmu domů, posudného a jiných poplatků.
V letech 1364–1378 za abatyše Alžběty byla dokončena přestavba kaple sv. Ludmily do nynější gotické podoby. Oltář v kapli byl roku 1371 vysvěcen arcibiskupem Janem Očkem z Vlašimi.

##### Založení kláštera sv. Ducha Milosrdenství Božího
Důležitým momentem bylo také založení dalšího pražského benediktinského kláštera sv. Ducha a Milosrdenství Božího v polovině 14. století. Je možné předpokládat přímý vliv svatojiřského kláštera na nově vznikající fundaci, i když podklady v soudobých pramenech nenalezla. Do druhého pražského kláštera vstupovaly především dcery měšťanské. Po husitských válkách byl předán straně podobojí, od té doby postupně chátral a ve 2. polovině 16. století byla jeho správa převedena na svatojiřský konvent. Stalo se tak pravděpodobně na žádost abatyše Judity Eibenštolerové z Eibenštolu, jež stála v čele kláštera sv. Jiří mezi lety 1567–1600. Pod svatojiřský klášter přešel také archiv a bohatá knihovna od sv. Ducha, kde byla i malířská a písařská škola.

### Období husitství

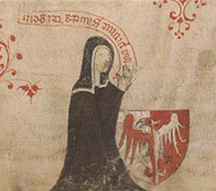
Kunhuta z Kolovrat

Před husitskými válkami patřil klášter mezi nejbohatší instituce v Čechách. Byl soběstačným politickým i hospodářským centrem s rozsáhlým pozemkovým fondem. Husitské války znamenaly v jeho dějinách velký zvrat, neboť klášter byl popleněn, konvent byl nucen uprchnout a klášterní majetek byl rozprodán poté, co abatyše Kunhuta z Kolovrat (1386–1401) odmítla podepsat kompaktáta.

### Vývoj po husitských válkách

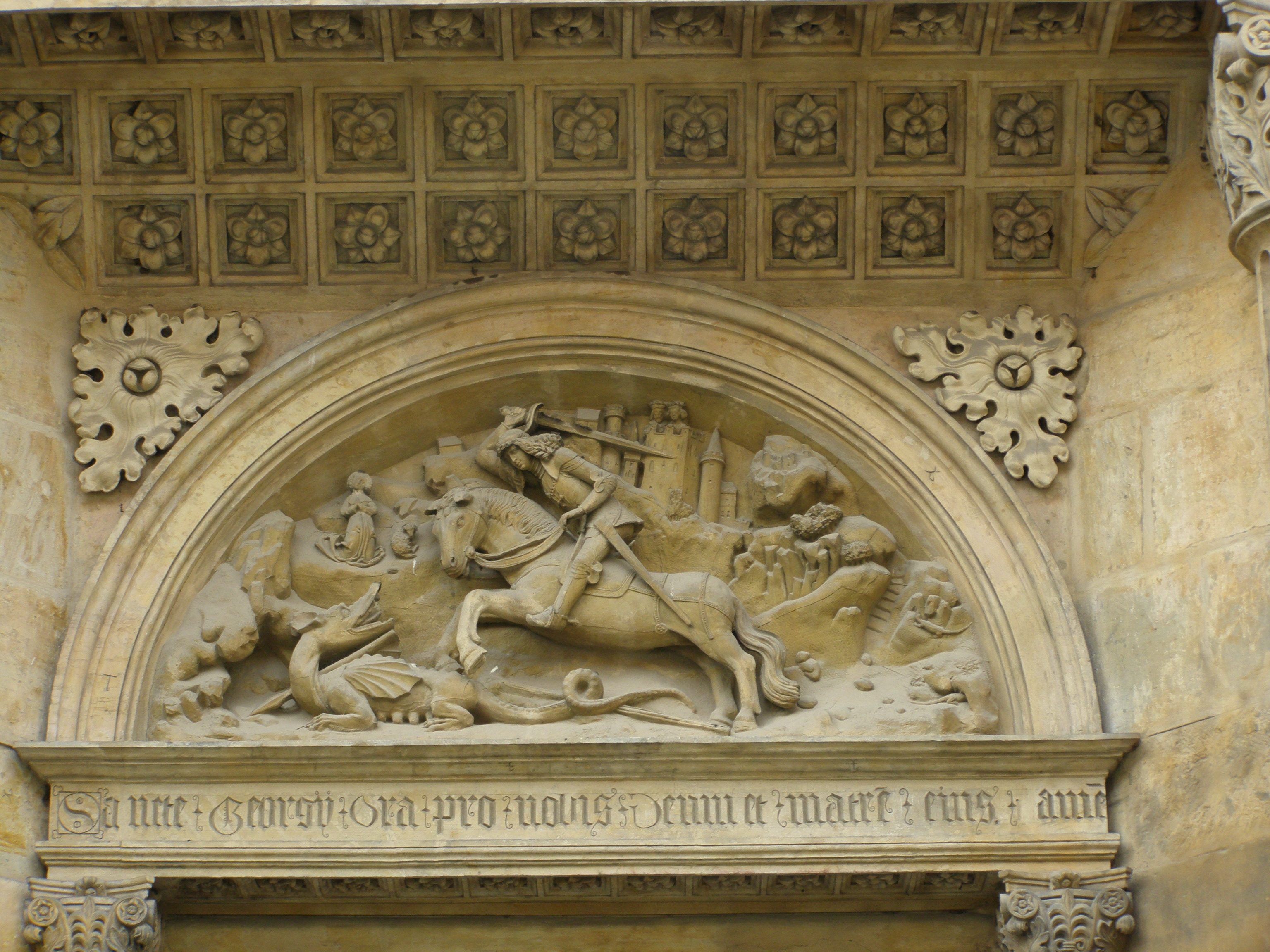
Raně renesanční tympanon s reliéfem sv. Jiří

16. století bylo dobou snahy o obnovu kláštera, jež vycházela především od panovnického dvora. Jednou z nejdůležitějších památek tohoto období je renesanční portál z doby kolem roku 1515 s výjevem sv. Jiří zabíjejícího draka nad jižním vstupem do baziliky. V roce 1541 byl klášter značně poškozen požárem, došlo k nenávratnému zničení většího množství budov. Po zdlouhavých opravách, jež daly klášteru dnešní výraznou renesanční podobu, začala být jeho část využívána jako zbrojnice.

#### 17. století
Další významné úpravy byly podniknuty až v letech 1608–1612, kdy abatyše Žofie Albínka z Helfenburku zřídila v západní části hlavní lodi velký kůr pro jeptišky. Za dobu trvání jejího úřadu byla revidována klášterní knihovna a většina starších textů byla opatřena novou barokní převazbou, během níž mnohdy došlo k narušení textu i malířské výzdoby. Převazby z této doby daly dnešní vzhled drtivé většině rukopisů.
Po roce 1650 byla zbrojnice vrácena zpět konventu a o sedm let později začala zásadní raně barokní přestavba kláštera, která s přestávkou trvala až do roku 1680. Dokončena byla za abatyše Anny Mechtildy Schenweisové z Ecksteinu, jež stála v čele kláštera v letech 1671–1691 a zasadila se také o rozšíření kláštera, opravu věží klášterní budovy a západního průčelí.

#### 18. století
Z první poloviny 18. století pochází jediné svým způsobem kompletní zpracování svatojiřských dějin. Na žádost abatyše Františky Heleny Pieroniány z Galiana je sepsal k roku 1715 učenec Jan Florián Hammerschmidt.
Mezi mnoha drobnými stavebními úpravami v 18. století vyniká stavba kaple sv. Jana Nepomuckého mezi lety 1717–1722. Historie kláštera se uzavřela 7. března 1782, kdy byl vydán dekret císaře Josefa II. nařizující jeho zrušení. Ten vzbudil nevůli veřejnosti, Pražané žádali obnovení komunity, ale budovy byly předány do majetku vojenského eráru, byly v nich zřízeny kasárny a právo kněžny-abatyše korunovat české královny přešlo na představenou nedalekého Ústavu šlechtičen. Až v druhé polovině 19. století vzrostl zájem o klášter a jeho dějiny, budovy začaly být postupně rekonstruovány. Od roku 2008 do roku 2012 zde sídlila Sbírka umění 19. století Národní galerie v Praze. Do roku 2016 objekt spravovala Správa Pražského hradu. Podpisem dohody o majetkovém vyrovnání dne 4. 3. 2016 přešel klášter do majetku církve a aktuálně jej spravuje pražské arcibiskupství. Objekt je nepřístupný a v havarijním stavu. 

## Výstavní prostory
Prostory byly v letech 1969–1975 upraveny pro výstavní účely Národní galerie podle návrhu architekta Františka Cubra. Byla zde ve třech podlažích umístěna expozice českého umění od středověku, přes baroko až po 19. století. Expozice středověkého umění byla později v rozšířené podobě přesunuta do Anežského kláštera. V roce 2012 byla kvůli nevyhovujícímu stavu budovy expozice umění 19. století uzavřena a přemístěna do depozitáře s plánovaným budoucím otevřením v Salmovském paláci. V současnosti je prostor vyžadující náročnou rekonstrukci využíván k příležitostným výstavám a je v rámci církevních restitucí nabízen římskokatolické církvi jako součást výměny za jiné objekty Hradu.